# Shuntō
El shuntō (literalmente, “lucha primaveral”) es una práctica japonesa que organiza cada año las negociaciones salariales, afectando a una cuarta parte de la población activa del país. Esta ofensiva de primavera se trata de una negociación entre patronales y trabajadores.

## Historia
En la posguerra de la Segunda Guerra Mundial, las relaciones entre sindicatos obreros y patronos en Japón se habían organizado hasta llegar a la fórmula que se dio en llamar shuntō, una expresión que empezó a ser utilizada en 1955 y que fue arraigando a lo largo de los años 1960.
Las subidas salariales conseguidas a través de esta formula contribuyen eventualmente al aumento del nivel de vida de los trabajadores japoneses en su conjunto y las huelgas que se realizaban como parte del pulso que se sostenía fueron hasta inicios de los años 1980, una "tradición" indisociable de la primavera en Japón.

## Características
El shuntō consiste en organizarse para concentrar en un corto periodo de tiempo, cada primavera, las negociaciones salariales que llevan a cabo los sindicatos, que en Japón son normalmente sindicatos de empresa.
Globalmente los sindicatos de sectores manufactureros como la automoción, la electricidad o la siderurgia toman la iniciativa y marcan la tónica general en cuanto al aumento salarial se refiere. Con esta estrategia se intenta que el aumento obtenido por ellos se convirtiera en una referencia en la negociación salarial incluso para los trabajadores de las pequeñas y medianas empresas (pyme) no integrados en sindicatos.